# Jean Larrouy
Pour les articles homonymes, voir Larrouy.
Jean Larrouy, né le 5 octobre 1907 à Tarbes et mort le 28 juillet 1977 à Jû-Belloc, est un gymnaste artistique français.
Il est sacré champion de France du concours général de gymnastique artistique en 1929.
Il participe aux épreuves de gymnastique aux Jeux olympiques d'été de 1928 à Amsterdam avec l'équipe de France, terminant 4e par équipe. 